# Droga wojewódzka nr 434
Droga wojewódzka nr 434 (DW434) – droga wojewódzka klasy GP w środkowej części woj. wielkopolskiego o długości ok. 100 km. Droga przebiega przez 4 powiaty: poznański (gminy: Kleszczewo, Kórnik), śremski (gminy: Śrem, Dolsk), gostyński (gminy: Gostyń, Krobia), rawicki (gminy: Miejska Górka, Rawicz) oraz przez miasta: Kórnik, Śrem, Dolsk, Gostyń i Krobia. 

## Przebieg i historia
Dnia 5 października 2007 odbyło się uroczyste otwarcie I fragmentu obwodnicy dla miasta Śrem i wsi Zbrudzewo. 16 lutego 2016 roku trasa utraciła kategorię drogi wojewódzkiej na odcinku Łubowo – Kostrzyn – Kleszczewo, który stał się drogą powiatową, gdyż na tym fragmencie pokrywała się z przebiegiem drogi ekspresowej S5. 1 kwietnia 2019 rozpoczęła się w ciągu drogi budowa obwodnicy Gostynia (w czasie trwania budowy jest to największa inwestycja drogowa samorządu województwa wielkopolskiego).

### Historia numeracji
Na przestrzeni lat trasa posiadała różne oznaczenia i kategorie:

| Numer | Numer | Kategoria                                                    | Przebieg                                                                  | Lata obowiązywania                                           | Źródło | Uwagi |
| ----- | ----- | ------------------------------------------------------------ | ------------------------------------------------------------------------- | ------------------------------------------------------------ | --- | --- |
| 48    | E83   | • droga państwowa • droga międzynarodowa                     | Łubowo – Iwno – Kostrzyn                                                  | • krajowy: 1952 – lata 70. • międzynarodowy: 1962 – lata 70. | - Mapa samochodowa Polski 1:1 000 , Warszawa: Państwowe Przedsiębiorstwo Wydawnictw Kartograficznych, 1962. Brak numerów stron w książce - Atlas samochodowy Polski 1:500 000. Wyd. IV. Warszawa: Państwowe Przedsiębiorstwo Wydawnictw Kartograficznych, 1965, s. 69. - Mapa samochodowa Polski 1:1 000 , wyd. dziesiąte, Warszawa: Państwowe Przedsiębiorstwo Wydawnictw Kartograficznych, 1971. Brak numerów stron w książce | |
| ?     | ?     | • droga drugorzędna (do 1985) • droga krajowa (od 1985)      | Kostrzyn – Kleszczewo – Kórnik – Śrem – Dolsk – Gostyń – Krobia – Sarnowa | 1952 – 1986                                                  | - Atlas samochodowy Polski 1:500 000. Wyd. IV. Warszawa: Państwowe Przedsiębiorstwo Wydawnictw Kartograficznych, 1965, s. 69, 93. - Mapa samochodowa Polski 1:1 000 , wyd. dziesiąte, Warszawa: Państwowe Przedsiębiorstwo Wydawnictw Kartograficznych, 1971. Brak numerów stron w książce - Mapa samochodowa Polski 1:1 000 , wyd. trzecie, Warszawa: Państwowe Przedsiębiorstwo Wydawnictw Kartograficznych, 1975. Brak numerów stron w książce - Samochodowy atlas Polski 1:500 000. Wyd. V. Warszawa: Państwowe Przedsiębiorstwo Wydawnictw Kartograficznych, 1979, s. 70, 94. ISBN 83-7000-017-7. | • nieznana numeracja • w atlasie samochodowym z 1965 r. brak odcinka Kostrzyn – Kleszczewo • kategoria na podstawie materiałów źródłowych |
| 258   | 258   | • droga krajowa: 1985 – 1998 • droga wojewódzka: 1999 – 2000 | Iwno – Łubowo                                                             | 14 II 1986 – 2000                                            | - Uchwała nr 192 Rady Ministrów z dnia 2 grudnia 1985 r. w sprawie zaliczenia dróg do kategorii dróg krajowych (M.P. z 1986 r. nr 3, poz. 16) - Polska: atlas samochodowy 1:300 000. Wyd. pierwsze. Warszawa: Polskie Przedsiębiorstwo Wydawnictw Kartograficznych, 1992. ISBN 83-7000-080-0. Brak numerów stron w książce - Polska: mapa samochodowa 1:700 000, wyd. 1, Szczecin: Wydawnictwo Kartograficzne KOMPAS, 1996–1997, ISBN 83-904373-2-5. Brak numerów stron w książce - Polska: mapa samochodowa 1:700 000, wyd. II Zmienione i poprawione, Szczecin: Wydawnictwo Kartograficzne KOMPAS, 1997–1998, ISBN 83-904373-3-3. Brak numerów stron w książce - Rozporządzenie Rady Ministrów z dnia 15 grudnia 1998 r. w sprawie ustalenia wykazu dróg krajowych i wojewódzkich (Dz.U. z 1998 r. nr 160, poz. 1071) - Polska: mapa samochodowa z podziałem administracyjnym 1:700 000, wyd. V Zmienione, poprawione i uaktualnione, Szczecin: Wydawnictwo Kartograficzne KOMPAS, 1999–2000, ISBN 83-904373-7-6. Brak numerów stron w książce | dozwolony ruch ciężki – dopuszczalny nacisk na oś do 10 ton                                                                               |
| 2 434 | E30   | • droga krajowa • droga międzynarodowa                       | Iwno – Kostrzyn                                                           | 2: 14 II 1986 – 2005                                         | - Uchwała nr 192 Rady Ministrów z dnia 2 grudnia 1985 r. w sprawie zaliczenia dróg do kategorii dróg krajowych (M.P. z 1986 r. nr 3, poz. 16) - Polska: atlas samochodowy 1:300 000. Wyd. pierwsze. Warszawa: Polskie Przedsiębiorstwo Wydawnictw Kartograficznych, 1992. ISBN 83-7000-080-0. Brak numerów stron w książce - Polska: mapa samochodowa 1:700 000, wyd. 1, Szczecin: Wydawnictwo Kartograficzne KOMPAS, 1996–1997, ISBN 83-904373-2-5. Brak numerów stron w książce - Polska: mapa samochodowa 1:700 000, wyd. II Zmienione i poprawione, Szczecin: Wydawnictwo Kartograficzne KOMPAS, 1997–1998, ISBN 83-904373-3-3. Brak numerów stron w książce - Rozporządzenie Rady Ministrów z dnia 15 grudnia 1998 r. w sprawie ustalenia wykazu dróg krajowych i wojewódzkich (Dz.U. z 1998 r. nr 160, poz. 1071) - Polska: mapa samochodowa z podziałem administracyjnym 1:700 000, wyd. V Zmienione, poprawione i uaktualnione, Szczecin: Wydawnictwo Kartograficzne KOMPAS, 1999–2000, ISBN 83-904373-7-6. Brak numerów stron w książce | odcinek wspólny dróg nr 2 i 434 |
| 92    | 434   | droga krajowa                                                | Iwno – Kostrzyn                                                           | 2005 – 2016                                                  | - Polska: mapa samochodowa z podziałem administracyjnym 1:700 000, wyd. XIV Zmienione, poprawione i uaktualnione, Szczecin: Wydawnictwo Kartograficzne KOMPAS, 2005–2006, ISBN 83-904373-7-6. Brak numerów stron w książce - Polska 2016: mapa samochodowa 1:700 000, wyd. XXVII, Dom Wydawniczy PWN, 2016, ISBN 978-83-7705-942-5. Brak numerów stron w książce | odcinek wspólny |
| 434   | 434   | droga wojewódzka                                             | Łubowo – Iwno                                                             | 2000 – 2016                                                  | - Polska: mapa samochodowa z podziałem administracyjnym 1:700 000, wyd. XIV Zmienione, poprawione i uaktualnione, Szczecin: Wydawnictwo Kartograficzne KOMPAS, 2005–2006, ISBN 83-904373-7-6. Brak numerów stron w książce - Polska 2016: mapa samochodowa 1:700 000, wyd. XXVII, Dom Wydawniczy PWN, 2016, ISBN 978-83-7705-942-5. Brak numerów stron w książce | w 2016 roku odcinek stracił kategorię z powodu dublowania przez drogę ekspresową S5                                                       |
| 434   | 434   | droga wojewódzka                                             | Kostrzyn – Kleszczewo                                                     | 1999 – 2016                                                  | - Polska: mapa samochodowa z podziałem administracyjnym 1:700 000, wyd. XIV Zmienione, poprawione i uaktualnione, Szczecin: Wydawnictwo Kartograficzne KOMPAS, 2005–2006, ISBN 83-904373-7-6. Brak numerów stron w książce - Polska 2016: mapa samochodowa 1:700 000, wyd. XXVII, Dom Wydawniczy PWN, 2016, ISBN 978-83-7705-942-5. Brak numerów stron w książce | w 2016 roku odcinek stracił kategorię z powodu dublowania przez drogę ekspresową S5                                                       |
| 434   | 434   | droga wojewódzka                                             | Kórnik – Śrem – Dolsk – Gostyń – Krobia – Miejska Górka                   | od 1999                                                      | - Uchwała nr 192 Rady Ministrów z dnia 2 grudnia 1985 r. w sprawie zaliczenia dróg do kategorii dróg krajowych (M.P. z 1986 r. nr 3, poz. 16) - Polska: atlas samochodowy 1:300 000. Wyd. pierwsze. Warszawa: Polskie Przedsiębiorstwo Wydawnictw Kartograficznych, 1992. ISBN 83-7000-080-0. Brak numerów stron w książce - Polska: mapa samochodowa 1:700 000, wyd. 1, Szczecin: Wydawnictwo Kartograficzne KOMPAS, 1996–1997, ISBN 83-904373-2-5. Brak numerów stron w książce - Polska: mapa samochodowa 1:700 000, wyd. II Zmienione i poprawione, Szczecin: Wydawnictwo Kartograficzne KOMPAS, 1997–1998, ISBN 83-904373-3-3. Brak numerów stron w książce - Rozporządzenie Rady Ministrów z dnia 15 grudnia 1998 r. w sprawie ustalenia wykazu dróg krajowych i wojewódzkich (Dz.U. z 1998 r. nr 160, poz. 1071) - Polska: mapa samochodowa z podziałem administracyjnym 1:700 000, wyd. V Zmienione, poprawione i uaktualnione, Szczecin: Wydawnictwo Kartograficzne KOMPAS, 1999–2000, ISBN 83-904373-7-6. Brak numerów stron w książce - Polska: mapa samochodowa z podziałem administracyjnym 1:700 000, wyd. XIV Zmienione, poprawione i uaktualnione, Szczecin: Wydawnictwo Kartograficzne KOMPAS, 2005–2006, ISBN 83-904373-7-6. Brak numerów stron w książce - Polska 2016: mapa samochodowa 1:700 000, wyd. XXVII, Dom Wydawniczy PWN, 2016, ISBN 978-83-7705-942-5. Brak numerów stron w książce - Polska 2020/2021: mapa samochodowa 1:700 000, Grupa PWN, 2020, ISBN 978-83-65808-36-3. Brak numerów stron w książce | |

## Miejscowości leżące przy trasie DW434

### Powiat poznański
- Kleszczewo (siedziba gminy Kleszczewo, zabytkiem jest kościół drewniany z 1760)
- Nagradowice (gmina Kleszczewo)
- Krzyżowniki (gmina Kleszczewo)
- Śródka (gmina Kleszczewo)
- Skrzynki (gmina Kórnik)
- Dziećmierowo (gmina Kórnik)
- Kórnik (miasto będące siedzibą gminy Kórnik, zabytkami są: zamek, w którym znajduje się muzeum i biblioteka, a wokół niego park dendrologiczny oraz arboretum oraz oficyny i kościół pw. Wszystkich Świętych)
- Mościenica (gmina Kórnik)
- Bnin (gmina Kórnik, dawne miasto, zabytkami są: ratusz, prowent oraz kościół pw. św. Wojciecha)
- Czmoń (gmina Kórnik)

### Powiat śremski

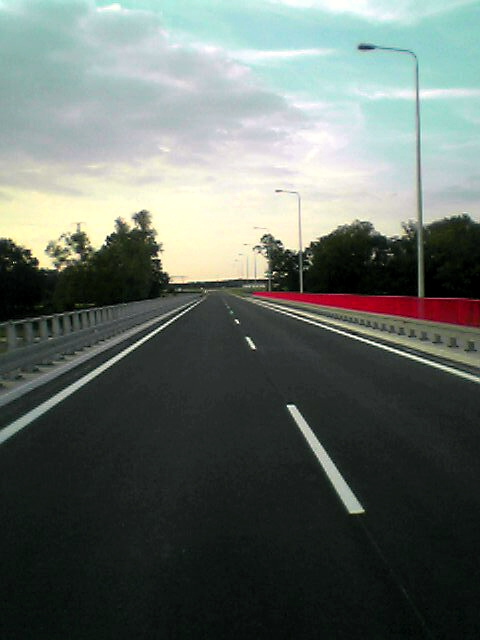
Most nad kanałem Ulgi w Śremie

- Zbrudzewo (gmina Śrem, zabytkami wsi są dwór oraz stara strzelnica)
- Śrem (miasto będące siedzibą powiatu śremskiego i gminy Śrem, zabytkami są rynek, ratusz, kościół Najświętszej Marii Panny Wniebowziętej, plebania przy Farnej, gimnazjum (obecnie Liceum Ogólnokształcące), zespół pofranciszkański, Kościół Św. Ducha, wieża ciśnień, kamienice, budynek Gimnazjum nr 2, landratura, budynek Starostwa Powiatowego, zespół klasztorny Klarysek)
- Borgowo (gmina Śrem)
- Ostrowo (gmina Śrem)
- Drzonek (gmina Dolsk)

- Dolsk (miasto będące siedzibą gminy Dolsk, zabytkami miasta są: rynek, ratusz, kościół pw. św. Michała Archanioła, kościół Świętego Wawrzyńca, kościół Św. Ducha, plebania, dwór i oficyny)
- Księginki (gmina Dolsk)
- Małachowo (gmina Dolsk)

### Powiat gostyński
- Kunowo (gmina Gostyń, zabytkami wsi są: szczątki grodziska oraz kościół pw. św. Andrzeja)
- Gostyń (miasto będące siedzibą powiatu gostyńskiego i gminy Gostyń, zabytkami miasta są: ratusz, kościół św. Małgorzaty, kościół św. Ducha, siedziba władz powiatu i miasta, liceum oraz strzelnica)
- Krobia (miasto będące siedzibą gminy, zabytkami są: kościół św. Mikołaja, kościół św. Idziego oraz ratusz)

### Powiat rawicki
- Zmysłowo (gmina Miejska Górka)
- Rawicz (miasto będące siedzibą powiatu rawickiego i gminy Rawicz, zabytkiem jest zabudowa starego miasta: ratusz, kościoły, planty)

## Dopuszczalny nacisk na oś
Od 13 marca 2021 roku na drodze dozwolony jest ruch pojazdów o nacisku pojedynczej osi napędowej do 11,5 tony, z wyjątkiem miejsc oznaczonych znakiem zakazu B-19.

### Do 13 marca 2021 r.
We wcześniejszych latach droga wojewódzka nr 434 była objęta ograniczeniami dopuszczalnego nacisku pojedynczej osi:
| Znak  | Dopuszczalny nacisk | Lata obowiązywania | Odcinek                                         |
| ----- | ------------------- | ------------------ | ----------------------------------------------- |
| [ a ] | do 10 ton           | 2010–2015          | - Łubowo 5 – Kostrzyn 92 - Kórnik 11 – Rawicz 5 |
| [ a ] | do 10 ton           | 2015–2021          | Kórnik 11 – Sarnowa 36                          |
| DW434 | do 8 ton            | do 2015            | Kostrzyn – Kleszczewo – Kórnik                  |
| DW434 | do 8 ton            | 2015–2016          | Łubowo – Iwno – Kostrzyn – Kleszczewo – Kórnik  |
| DW434 | do 8 ton            | 2016–2021          | Kleszczewo – Kórnik 11                          |